# Wagon Train
Wagon Train ist eine US-amerikanische Westernserie, die von 1957 bis 1965 in acht Staffeln produziert wurde. Wiederholungen der Fernsehserie wurden auch unter den Titeln Seth Adams, Trailmaster, Major Adams, Trailmaster und Trailmaster ausgestrahlt. Eine deutschsprachige Fassung existiert nicht.

## Handlung
Die Serie spielt kurz nach dem Amerikanischen Bürgerkrieg um 1865 und begleitet einen westwärts fahrenden Planwagenzug (englisch wagon train) durch die nordamerikanische Grenzregion, den Wilden Westen: von Saint Joseph in Missouri, über die Wüsten und Ebenen des Mittleren Westens, die Rocky Mountains bis nach Sacramento in Kalifornien. 
Sie zeigt die Abenteuer und Herausforderungen der Mitglieder des Zugs bei der Fahrt durch den amerikanischen Westen und die Begegnungen mit Reisenden oder Bewohnern der durchquerten Siedlungen, die regelmäßig durch Gastdarsteller gespielt und nach deren Figuren die Folgen benannt wurden.

## Figuren
Die Stammbesetzung umfasste:
- Ward Bond als Wagenmeister Major Seth Adams (1957–1961, Staffeln 1–4). Der Filmschauspieler Ward Bond war bereits zu Beginn der Dreharbeiten gesundheitlich angeschlagen und starb während der vierten Staffel an einem Herzinfarkt. Er wurde durch John McIntire als Wagenmeister ersetzt. In der Serie wurde dies nie erklärt.
- Robert Horton als Kundschafter (englisch scout) Flint McCullough (1957–1962, Staffeln 1–5).
- John McIntire als Christopher Hale (1961–1965, Staffeln 4–8), der nach Bonds Tod die Rolle des Wagenmeisters übernahm. McIntire hatte bereits in Staffel 3 als Prediger Andrew Hale gastiert, offenbar Christophers Bruder, wie später in der Serie angedeutet wurde.
- Robert Fuller als Späher Cooper Smith (1963–1965, Staffeln 7–8), der nach dem Ausstieg von Robert Horton die Figur von McCullough ersetzte. Fuller hatte zuvor eine Hauptrolle in der Westernserie Am Fuß der blauen Berge gespielt und ähnelte Horton äußerlich. Fuller und McIntire wechselten sich wöchentlich mit der Top-Besetzung ab.
- Frank McGrath als Koch Charlie Wooster (1957–1965, Staffeln 1–8), einer von nur zwei Darstellern, die während der gesamten Serie dabei waren.
- Terry Wilson als Bill Hawks (1957–1965, Staffeln 1–8), ebenfalls einer von nur zwei Darstellern, die während der gesamten Serie dabei waren.
- Michael Burns als Barnaby West (1960–1965, Staffeln 6–8).
- Denny Scott Miller als Duke Shannon (1961–1964, Staffeln 4–7).
- Chick Hannan[3] in verschiedenen Rollen (1957–1965, Staffeln 1–8), meist als Mitglied des Wagenzugs.

In den ersten vier Staffeln wurde der Name von Ward Bond im Vorspann über dem von Robert Horton genannt. In Staffel fünf wechselte sich Horton mit dem relativ neuen John McIntire in der Reihenfolge ab – eine Praxis, die später mit McIntire und Robert Fuller fortgesetzt wurde, als Fuller in der siebten Staffel zur Serie stieß.
Während der sechsten Staffel hatte Horton die Serie bereits verlassen und Fuller war noch nicht Teil des Ensembles, sodass nur McIntire die Serie mit den wechselnden Nebendarstellern trug.
Viele Gastrollen wurden von berühmten Schauspielern ihrer Zeit gespielt, darunter Ernest Borgnine, Bette Davis, Jane Wyman, Ronald Reagan, Lee Marvin, Joseph Cotten oder Lorne Greene, dem Hauptdarsteller von Bonanza.

## Entstehung
Die Serie wurde durch die Filme Der große Treck  aus dem Jahr 1930 inspiriert und durch John Fords Westlich St. Louis aus dem Jahr 1950; in beiden hatte der Hauptdarsteller Ward Bond mitgespielt. Revue Productions entwickelte daraus eine in Teilen anthologische Serie, die den Schwerpunkt auf anspruchsvolle Erzählungen und hochwertige Regie legte. Während eine feste Besetzung und etablierte Figuren als Bezugspunkt für das Publikum diente, wechselten sich wöchentlich bekannte Gaststars ihrer Zeit ab; auch zahlreiche Stars zu Beginn ihrer Karriere hatten Auftritte. Die Titel der Folgen nahmen regelmäßig bezug auf die Gastcharaktere oder Spielorte, etwa The Willy Moran Story oder The Echo Pass Story (englisch The … Story; deutsch Die Geschichte …).
Mit einem Anfangsbudget von 100.000 US-Dollar pro Folge kostete die Serie über 40 Prozent mehr als die meisten zeitgenössischen Westernserien mit einstündiger Laufzeit. Dadurch war es möglich, vor Ort im kalifornischen San Fernando Valley zu drehen und hochkarätige Gaststars zu verpflichten.
Die Titelmusik der ersten Staffel, Wagon Train, wurde von Henri René und Bob Russell komponiert; ein Liedtext wurde nicht verwendet. Die musikalische Leitung übernahm der Filmkomponist Stanley Wilson, damals Musikdirektor bei Revue Productions. In der zweiten Staffel wurde ein moderner klingendes Titellied eingeführt, (Roll Along) Wagon Train, das von Sammy Fain und Jack Brooks geschrieben und von Johnny O’Neill eingesungen wurde. Ab Mitte der zweiten Staffel wurde erneut die Instrumentalversion von Stanley Wilson verwendet. In der dritten Staffel wurde ein traditionell klingende Musik eingeführt, Wagons Ho!, geschrieben und dirigiert von Jerome Moross, der sie aus einem Musikabschnitt seines Werks für den Film Der Herrscher von Kansas aus dem Jahr 1959 adaptiert hatte. Dieses Thema blieb bis zum Ende der Serie erhalten und gilt als das bekannteste Musikstück von Wagon Train. Stanley Wilson nahm Wagons Ho! 1963 erneut auf, als die Serie in Farbe ausgestrahlt wurde. Eine gekürzte Version dieser Aufnahme wurde für die letzte Staffel verwendet, als die Serie erneut in Schwarzweiß gezeigt wurde.

## Veröffentlichung
Wagon Train lief über 284 Folgen in acht Staffeln. Die erste Folge wurde am 18. September 1957 ausgestrahlt und der letzte Teil am 2. Mai 1965 gesendet. Von 1957 bis 1962 lief die Serie auf NBC und von 1962 bis 1965 auf ABC.
Die Serie wurde während des Großteils ihrer Laufzeit als einstündige Schwarzweiß-Folgen ausgestrahlt – mit Ausnahme von fünf Folgen in der Saison 1961–62, die in Farbe produziert und gesendet wurden, um die Farbfernsehgeräte des damaligen NBC-Mutterkonzerns RCA zu bewerben.
Nach dem Wechsel zu ABC orientierte sich die Serie an Die Leute von der Shiloh Ranch, wurde weiterhin in Farbe gedreht und auf 90 Minuten verlängert; die Produktion übernahm Universal Television. In der achten und letzten Staffel – nicht zuletzt aufgrund sinkender Einschaltquoten – kehrte die Serie zum einstündigen Format zurück und wurde wieder in Schwarzweiß produziert.
Ausgewählte Folgen liefen auch im Vereinigten Königreich bei ITV im Jahr 1957, bei der BBC im Jahr 1962 und Wiederholungen auf Channel 4 im Jahr 1989. Im deutschsprachigen Raum wurde Wagon Train nie ausgestrahlt noch liegt eine Synchronisation vor.

### Folgen
| Staffel | Folgen | Erstausstrahlung   | Letzte Ausstrahlung | Sender | Nielsen-Rang | Bewertung |
| ------- | ------ | ------------------ | ------------------- | ------ | ------------ | --------- |
| 1       | 39     | 18. September 1957 | 25. Juni 1958       | NBC    | 23           | 27,7      |
| 2       | 38     | 1. Oktober 1958    | 24. Juni 1959       | NBC    | 2            | 36,1      |
| 3       | 37     | 30. September 1959 | 22. Juni 1960       | NBC    | 2            | 38,4      |
| 4       | 38     | 28. September 1960 | 21. Juni 1961       | NBC    | 2            | 34,2      |
| 5       | 37     | 7. September 1961  | 13. Juni 1962       | NBC    | 1            | 32,1      |
| 6       | 37     | 19. September 1962 | 5. Juni 1963        | NBC    | 25           | 22,0      |
| 7       | 32     | 16. September 1963 | 27. April 1964      | ABC    | -            | -         |
| 8       | 26     | 20. September 1964 | 2. Mai 1965         | ABC    | -            | -         |

### Syndizierung
Als die ursprünglichen Folgen mit Ward und Bond ab 1963 an Wochentagen nachmittags auf ABC ausgestrahlt wurden, erhielten sie den neuen Serientitel Seth Adams, Trailmaster (teilweise auch Major Adams, Trailmaster), um Verwirrung bei den Zuschauern zu vermeiden, da weiterhin neue Folgen von Wagon Train im Abendprogramm von ABC liefen. Für die syndizierten Folgen wurde ein neues Titellied, Trailmaster, von Stanley Wilson komponiert und dirigiert. Die späteren Folgen aus der John-McIntire-Ära wurden unter dem einfacheren Titel Trailmaster syndiziert. Nach dem Ende der Serie kehrten alle Folgen zu ihren ursprünglichen Titeln zurück. Die 75 Minuten langen Folgen wurden auf Lokalsendern teilweise als eigenständige Fernsehfilme gezeigt.

### Heimmedien
Im Jahr 2004 veröffentlichte Alpha Video drei Folgen von Wagon Train auf DVD-Video. Vier Jahre später brachte die Timeless Media Group eine DVD-Auswahl mit zwölf Folgen auf drei Medien heraus. Ebenfalls 2008 veröffentlichte sie The Complete Color Season, ein 16 Medien umfassendes Boxset der siebten Staffel sowie 16 ausgewählte Folgen anderer Staffeln. Von 2010 bis 2013 wurden alle Staffeln in acht Boxsets veröffentlicht; die siebte Staffel enthält allerdings nicht die ursprünglichen Bonus-Folgen.:89
In Frankreich wurde von Elephant Films ein Fernsehfilm aus der Serie im Jahr 2016 veröffentlicht.

## Trivia
Als Gefälligkeit für Ward Bond übernahm Filmregisseur John Ford die Regie einer Folge von 1960 mit dem Titel The Colter Craven Story, in der viele Mitglieder der John Ford Stock Company mitwirkten – darunter auch ein kurzer Auftritt von John Wayne, der im Abspann unter den Pseudonym Michael Morris erscheint.
Weder Bond noch McIntire hatten zuvor nennenswerte Hauptrollen in Kinofilmen, beide waren jedoch Veteranen im Filmgeschäft durch ihre zahlreichen Nebenrollen. Zwischen Bond und Horton herrschte zudem eine Rivalität am Set, und es kam häufig zu Streitigkeiten, die auch in der Presse behandelt wurden. Laut Scott Eyman in seiner Biografie über John Wayne wurde Bonds Eifersucht auf Horton durch dessen größere Fanpost verstärkt. Eyman schrieb, Bond habe versucht, Hortons Bildschirmzeit zu begrenzen und ihm gute Textzeilen im Drehbuch zu entziehen. Die beiden versöhnten sich schließlich kurz vor Bonds Tod.
Gene Roddenberry sagte, er habe Star Trek als „Wagon Train to the stars“ vorgestellt – bezogen auf das Konzept einer wiederkehrenden Besetzung auf einer langen Reise, bei der berühmte Gaststars im Mittelpunkt verschiedener Geschichten stehen. In seinem ursprünglichen Pitch vom 11. März 1964 schrieb er: „Star Trek ist ein Wagon Train-Konzept – aufgebaut um Charaktere, die zu Welten reisen, die ‚ähnlich‘ wie unsere eigene sind.“
Eine Folge, die nur sehr selten gezeigt wird, ist Princess of the Lost Tribe (Staffel 4, Folge 6, vom 6. November 1960), in der Flint McCullough ein Versteck von Nachfahren der Azteken entdeckt – mittlerweile aus Zentralmexiko in die Gegend von Arizona gezogen, mit Raymond Massey als deren König Montezuma IX, der perfektes, gebildetes Englisch spricht.

## Nominierungen
Die Serie war in den Jahren 1958, 1959, 1961 und 1962 insgesamt sieben mal in verschiedenen Kategorien für den Primetime Emmy Award nominiert. Zudem erhielt sie in den Jahren 1958 und 1960 drei Nominierungen für den DGA Award der Directors Guild of America. Zwei Nominierungen für den Eddie der American Cinema Editors erhielt sie 1965 und 1966.